# Chapelle Saint-Roch de Montgenèvre
Pour les articles homonymes, voir Chapelle Saint-Roch.
La chapelle Saint-Roch est une chapelle catholique française, située à Montgenèvre (Hautes-Alpes) dans le diocèse de Gap et d'Embrun.

## Historique et architecture
La chapelle fut érigée par les familles Bousquet et WIBAUX, en mémoire de Pierre Bousquet, son fils Bernard Stéphane Bousquet, Andrecito FATTET, Théodore WIBAUX et ses deux fils André WIBAUX et Raymond WIBAUX, tous les 6 emportés par une avalanche au col du Chenaillet le 3 janvier 1931.
Une plaque commémorative sur la chapelle rappelle cet événement.  

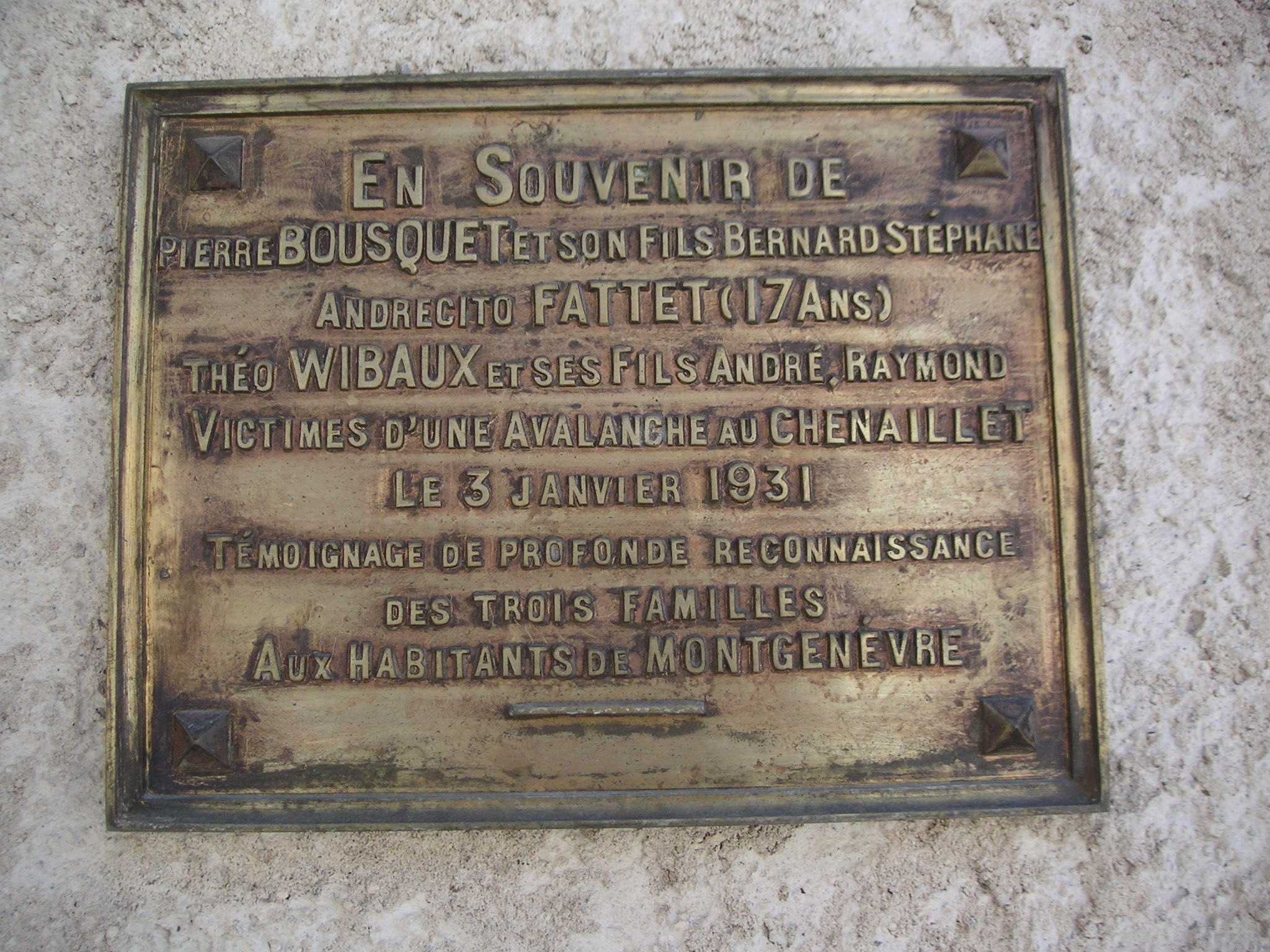
Plaque commémorative posée sur la chapelle Saint-Roch, Montgenèvre

Actuellement fermée au public, elle est la seule des trois chapelles à être communale. 